# غلامحسین الهام
غلامحسین الهام (زادهٔ ۱۳۳۸) حقوقدان، مدرس دانشگاه و سیاستمدار ایرانی است. او معاون توسعه مدیریت و سرمایه انسانی ریاست‌جمهوری در دوران محمود احمدی‌نژاد بود. وی حقوقدان شورای نگهبان، سخنگوی دولت محمود احمدی‌نژاد، وزیر دادگستری و رئیس ستاد مبارزه با قاچاق کالا و ارز بود. او، عضو هیئت علمی دانشکده حقوق و علوم سیاسی دانشگاه تهران است و پیش از آن سخنگوی شورای نگهبان و مدتی نیز سخنگوی قوه قضائیه بوده است.
الهام دارای مدرک کارشناسی حقوق قضایی از دانشگاه تهران، کارشناسی ارشد و دکترای حقوق جزا و جرم‌شناسی از دانشگاه تربیت مدرس است.
الهام در مرداد ۱۳۸۹ توسط محمود احمدی‌نژاد به عنوان مشاور حقوقی رئیس‌جمهور منصوب شد. وی در ۱۰ آبان ماه سال ۱۳۹۱ مجدداً به عنوان سخنگوی دولت معرفی و در ۲۱ آذر منصوب گردید. همسر او فاطمه رجبی از منتقدان اصلاح‌طلبان ایران است.
وی در سال ۱۳۹۹ خود را از دانشگاه تهران بازنشسته کرد.